# Record angolani di atletica leggera
I record angolani di atletica leggera rappresentano le migliori prestazioni di atletica leggera stabilite dagli atleti di nazionalità angolana e ratificate dalla Federação Angolana de Atletismo.

## Outdoor

### Maschili
| Evento                 | Record | Atleta                                                               | Date              | Manifestazione        | Luogo                       | Ref   |
| ---------------------- | --- | -------------------------------------------------------------------- | ----------------- | --------------------- | --------------------------- | ----- |
| 100 m                  | 10.49 | Afonso Ferraz                                                        | 8 luglio 1992     |                       | Maia, Portogallo            |       |
| 200 m                  | 21.15 | Afonso Ferraz                                                        | 12 luglio 1992    |                       | Braga, Portogallo           |       |
| 400 m                  | 47.38 | João Paulo                                                           | 23 luglio 1995    |                       | Lisbona, Portogallo         |       |
| 400 m                  | 47.2 | Barceló de Carvalho                                                  | 16 settembre 1969 |                       | Atene, Grecia               |       |
| 800 m                  | 1:47.54 | João N'Tyamba                                                        | 27 giugno 1992    |                       | Belle Vue Maurel, Mauritius |       |
| 1000 m                 | 2:18.82 | João N'Tyamba                                                        | 27 luglio 1994    |                       | Amburgo, Germania           |       |
| 1500 m                 | 3:39.54 | João N'Tyamba                                                        | 3 agosto 1992     | Giochi Olimpici       | Barcellona, Spagna          |       |
| 3000 m                 | 7:58.50 | João N'Tyamba                                                        | 3 marzo 1996      |                       | San Diego, Stati Uniti      |       |
| 5000 m                 | 13:40.12 | Aurelio Miti                                                         | 11 agosto 1995    | Campionati del mondo  | Göteborg, Svezia            |       |
| 10000 m                | 28:20.0 # | João N'Tyamba                                                        | 5 maggio 2001     |                       | Lubango, Angola             |       |
| 10000 m                | 28:31.09 | João N'Tyamba                                                        | 24 agosto 1999    | Campionati del mondo  | Siviglia, Spagna            |       |
| 10 km (strada)         | 28:24 | João N'Tyamba                                                        | 13 maggio 2001    |                       | Santos, Brasile             |       |
| 15 km (strada)         | 44:08 | Aurelio Miti                                                         | 12 luglio 1998    |                       | Utica, Stati Uniti          |       |
| Mezza maratona         | 1:02:38 | João N'Tyamba                                                        | 20 agosto 2000    |                       | Rio de Janeiro, Brasile     |       |
| Maratona               | 2:11:40 | João N'Tyamba                                                        | 30 settembre 2001 | Maratona di Berlino   | Berlino, Germania           |       |
| 110 m h                | 14.11 (-1.2 m/s) | Jonas Mateus                                                         | 8 giugno 2004     |                       | Noisy-le-Grand, Francia     |       |
| 400 m h                | 51.95 | Wilson André                                                         | 28 luglio 1995    |                       | Lisbona, Portogallo         |       |
| 3000 m siepi           | 8:56.79 | Aurélio Miti                                                         | 30 luglio 1994    |                       | Lisbona, Portogallo         |       |
| Salto in alto          | 2.10 m | Orlando Bonifácio                                                    | 9 maggio 1982     |                       | Luanda, Angola              |       |
| Salto con l'asta       | 4.05 m | José Francisco                                                       | 11 giugno 1989    |                       | Luanda, Angola              |       |
| Salto in lungo         | 7.52 m | Afonso Ferraz                                                        | 24 settembre 1991 | V Giochi panafricani  | Il Cairo, Egitto            |       |
| Salto triplo           | 16.43 m (+2.0 m/s) | António Santos                                                       | 2 settembre 1988  | Campionati Africani   | Annaba, Algeria             |       |
| Getto del peso         | 14.58 m | Hugo Pereira                                                         | 22 marzo 1980     |                       | Luanda, Angola              |       |
| Lancio del disco       | 49.72 m | António Réais                                                        | 23 febbraio 1991  |                       | Luanda, Angola              |       |
| Lancio del martello    | 52.44 m | Jorge Cruz                                                           | 6 giugno 1982     |                       | Luanda, Angola              |       |
| Lancio del giavellotto | 61.72 m | Bernardo João                                                        | 7 agosto 1987     | IV Giochi panafricani | Nairobi, Kenya              |       |
| Decathlon              | 6381 pts | Afonso Deslandes                                                     | 4–5 agosto 1989   |                       | Madrid, Spagna              |       |
| Decathlon              | 11.38 (100 m), 6.88 m (lungo), 10.90 m (peso), 1.90 m (alto), 50.18 (400 m) / 17.51 (110 m h), 29.00 m (disco), 3.80 m (asta), 39.00 m (giavellotto), 4:29.00 (1500 m) |                                                                      |                   |                       |                             |       |
| Marcia 20 km (strada)  | |                                                                      |                   |                       |                             |       |
| Marcia 50 km (strada)  | |                                                                      |                   |                       |                             |       |
| staffetta 4x100 m      | 41.1 | Angola Mauro Gaspar Osvaldo Alexandre Prisca Baltazar Kevin Oliveira | 12 agosto 2014    | Campionati Africani   | Marrakech, Morocco          | [ 1 ] |
| Staffetta 4x400 m      | 3:12.92 | Angola Jacinto Macamba Agostino Falcão Joao Capindiça João Paulo     | 26 settembre 1991 | V Giochi panafricani  | Il Cairo, Egitto            |       |

### Femminili
| Specialità             | Prestazione | Atleta                                                                 | Data             | Evento                  | Luogo                             | Note  |
| ---------------------- | --- | ---------------------------------------------------------------------- | ---------------- | ----------------------- | --------------------------------- | ----- |
| 100 m                  | 11.69 | Antónia Margarete de Jesus                                             | 30 giugno 1995   |                         | Porto, Portogallo                 |       |
| 200 m                  | 24.68 | Antónia Margarete de Jesus                                             | 27 giugno 1992   |                         | Belle Vue Maurel, Mauritius       |       |
| 400 m                  | 55.34 | Guilhermina Cruz                                                       | 15 agosto 1993   | Campionati del mondo    | Stoccarda, Germania               |       |
| 800 m                  | 2:06.53 | Lilian Silva                                                           | 15 giugno 2006   |                         | Luso, Portogallo                  |       |
| 1500 m                 | 4:20.87 | Rosa Albana Saúl                                                       | 16 luglio 2003   |                         | Castellón de la Plana, Spagna     |       |
| 3000 m                 | 9:28.35 | Rosa Saul                                                              | 22 maggio 2004   |                         | l'Hospitalet de Llobregat, Spagna |       |
| 5000 m                 | 16:02.0 | Ernestina Paulino                                                      | 3 agosto 2008    |                         | Luanda, Angola                    |       |
| 10000 m                | 35:06.9 | Ernestina Paulino                                                      | 2 agosto 2008    |                         | Luanda, Angola                    |       |
| 10 km (strada)         | 34:11.4 | Ernestina Paulino                                                      | 31 dicembre 2010 | São Silvestre de Luanda | Luanda, Angola                    | [ 2 ] |
| 15 km (strada)         | 51:12 | Ernestina Paulino                                                      | 31 dicembre 2008 | São Silvestre de Luanda | Luanda, Angola                    |       |
| Mezza maratona         | 1:26:58 | Alda Mauricio                                                          | 7 ottobre 2001   | Bristol Half Marathon   | Bristol, Gran Bretagna            |       |
| Maratona               | |                                                                        |                  |                         |                                   |       |
| 100 m h                | 14.38 | Delfina Joaquim                                                        | 12 agosto 2000   |                         | Coimbra, Portogallo               |       |
| 400 m h                | 58.34 | Delfina Joaquim                                                        | 11 luglio 1999   |                         | Lisbona, Portogallo               |       |
| 3000 m siepi           | 10:56.77 | Lílian Silva                                                           | 29 maggio 2010   |                         | Póvoa de Varzim, Portogallo       |       |
| Salto in alto          | 1.65 m | Xenia Fortes                                                           | 25 aprile 1996   |                         | Viseu, Portogallo                 |       |
| Salto con l'asta       | 3.20 m | Lidia Nicole Alberto                                                   | 11 agosto 2014   | Campionati Africani     | Marrakech, Marocco                | [ 3 ] |
| Salto in lungo         | 5.84 m | Ungudi Quiawacana                                                      | 29 luglio 2007   |                         | Lisbona, Portogallo               |       |
| Salto triplo           | 13.49 m (+1.8 m/s) | Teresa N'Zola                                                          | 27 luglio 2002   |                         | Angers, Francia                   |       |
| Getto del peso         | 12.90 m | Carla Carvalho                                                         | 24 agosto 1981   | Giochi Centroafricani   | Luanda, Angola                    |       |
| Lancio del disco       | 44.16 m | Filomena Silva                                                         | 18 maggio 1980   |                         | Luanda, Angola                    |       |
| Lancio del martello    | 51.90 m | Mafuta Maketa                                                          | 5 marzo 2011     |                         | Leiria, Portogallo                |       |
| Lancio del giavellotto | 43.77 m | Indira Manuel                                                          | 14 giugno 2003   |                         | Elvas, Portogallo                 |       |
| Eptathlon              | 3842 pts | Márcia Matias                                                          | 14–15 marzo 1998 |                         | Viseu, Portogallo                 |       |
| Eptathlon              | 16.28 (100 m h), 1.38 m (salto in alto), 8.21 m (getto del peso), 29.07 (200 m) / 5.24 m (salto in lungo), 33.60 m (giavellotto), 2:43.12 (800 m) |                                                                        |                  |                         |                                   |       |
| Marcia 20 km (strada)  | |                                                                        |                  |                         |                                   |       |
| Staffetta 4×100 m      | 49.8 | Angola Maria Machado M. Milagre L. Rodrigues Alda Mauricio             | 27 agosto 1981   | Giochi Centroafricani   | Luanda, Angola                    |       |
| Staffetta 4×400 m      | 4:06.4 | Angola Maria Machado Isabel André Francisca Xavier Gertrudes Sepulveda | 27 agosto 1981   | Giochi Centroafricani   | Luanda, Angola                    |       |

## Indoor

### Maschili
| Specialità        | Prestazione | Atleta                   | Data               | Evento         | Luogo                       | Note |
| ----------------- | --- | ------------------------ | ------------------ | -------------- | --------------------------- | ---- |
| 50 m              | 5.99 | Blarry Matuvanga         | 14 febbraio 2004   |                | Liévin, Francia             |      |
| 60 m              | 6.79 | Osvaldo Morais           | 16 febbraio 2014   |                | São Caetano do Sul, Brasile |      |
| 200 m             | 21.93 | Miguel Angel Makangu     | 22 gennaio 2009    |                | Eaubonne, Francia           |      |
| 400 m             | 49.73 | Edson Dongoxe            | 20 gennaio 2007    |                | Espinho, Portogallo         |      |
| 800 m             | 1:54.95 | Tulio António            | 24 febbraio 2008   |                | Pombal, Portogallo          |      |
| 1500 m            | 3:46.48 | Túlio Antonio            | 21 febbraio 2009   |                | Pombal, Portogallo          |      |
| 3000 m            | 7:53.72 | João N'Tyamba            | 7 febbraio 1993    | Sparkassen Cup | Stoccarda, Germania         |      |
| 60 m h            | 7.91 | Jonas Mateus             | 14 gennaio 2007    |                | Parigi, Francia             |      |
| Salto in altro    | 1.96 m | António Afonso Deslandes | 16 febbraio 1991   |                | Aveiro, Portogallo          |      |
| Salto con l'asta  | 3.50 m | António Afonso Deslandes | 25 gennaio 1992    |                | Madrid, Spagna              |      |
| Salto in lungo    | 7.34 m | António Santos           | 16 febbraio 1992   |                | Aveiro, Portogallo          |      |
| Salto triplo      | 15.95 m | António Santos           | 10 febbraio 1992   |                | Braga, Portogallo           |      |
| Getto del peso    | 10.52 m | António Afonso Deslandes | 24 gennaio 1992    |                | Madrid, Spagna              |      |
| Eptathlon         | 4630 pts | António Afonso Deslandes | 24-25 gennaio 1992 |                | Madrid, Spagna              |      |
| Eptathlon         | 7.43 (60 m), 6.24 m (salto in lungo), 10.52 m (getto del peso), 1.87 m (salto in alto) / 8.65 (60 m h), 3.50 m (salto con l'asta), 2:52.03 (1000 m) |                          |                    |                |                             |      |
| 5000 m marcia     | |                          |                    |                |                             |      |
| Staffetta 4x400 m | |                          |                    |                |                             |      |

### Femminili
| Specialità                                                                    | Prestazione | Atleta               | Data             | Evento | Luogo               | Note |
| ----------------------------------------------------------------------------- | ----------- | -------------------- | ---------------- | ------ | ------------------- | ---- |
| 60 m                                                                          | 7.53        | Antonia de Jesús     | 31 gennaio 2004  |        | Espinho, Portogallo |      |
| 200 m                                                                         | 24.82       | Antónia de Jesús     | 1 febbraio 2004  |        | Espinho, Portogallo |      |
| 400 m                                                                         | 58.42       | Delphina Joaquim     | 9 febbraio 1982  |        | Espinho, Portogallo |      |
| 800 m                                                                         | 2:07.15     | Lilian Silva         | 26 gennaio 2008  |        | Pombal, Portogallo  |      |
| 1500 m                                                                        | 4:21.20     | Lilian Silva         | 2 febbraio 2008  |        | Espinho, Portogallo |      |
| 3000 m                                                                        | 9:47.49     | Lilian Silva         | 21 febbraio 2009 |        | Pombal, Portogallo  |      |
| 60 m h                                                                        | 8.90        | Delphina Joaquim     | 10 febbraio 2002 |        | Pombal, Portogallo  |      |
| Salto in alto                                                                 | 1.64 m      | Xenia Fortes         | 15 febbraio 1998 |        | Espinho, Portogallo |      |
| Getto del peso                                                                | 3.50 m      | Lidia Nicole Alberto | 25 gennaio 2015  |        | Braga, Portogallo   |      |
| Salto in lungo                                                                | 5.78 m      | Ungudi Quiwacana     | 24 gennaio 2009  |        | Espinho, Portogallo |      |
| Salto triplo                                                                  | 13.82 m     | Theresa N'Zola       | 1 marzo 2003     |        | Aubière, Francia    |      |
| Getto del peso                                                                | 11.22 m     | Liliana Ca           | 23 febbraio 2002 |        | Espinho, Portogallo |      |
| Pentathlon                                                                    |             |                      |                  |        |                     |      |
| (60 m ostacoli), (salto in alto), (getto del peso), (salto in lungo), (800 m) |             |                      |                  |        |                     |      |
| 3000 m marcia                                                                 |             |                      |                  |        |                     |      |
| Staffetta 4x400 m                                                             |             |                      |                  |        |                     |      |